# ヴォミフォリオールデヒドロゲナーゼ
ヴォミフォリオールデヒドロゲナーゼ（vomifoliol 4'-dehydrogenase）は、次の化学反応を触媒する酸化還元酵素である。
(6S,9R)-6-ヒドロキシ-3-オキソ-α-イオノール + NAD+ {\displaystyle \rightleftharpoons } (6R)-6-ヒドロキシ-3-オキソ-α-イオノン + NADH + H+
反応式の通り、この酵素の基質は(6S,9R)-6-ヒドロキシ-3-オキソ-α-イオノールとNAD+、生成物は(6R)-6-ヒドロキシ-3-オキソ-α-イオノンとNADHとH+である。
組織名はvomifoliol:NAD+ oxidoreductaseで、別名にvomifoliol 4'-dehydrogenase, vomifoliol:NAD+ 4'-oxidoreductaseがある。